# Newport News
Newport News é uma cidade independente localizada no estado americano da Virgínia. Foi incorporada em 1896.

## Geografia
De acordo com o United States Census Bureau, a cidade tem uma área de 309,4 km², onde 178 km² estão cobertos por terra e 131,5 km² por água.

## Demografia
Segundo o censo nacional de 2010, a sua população é de 180 719 habitantes e sua densidade populacional é de 1 015,51 hab/km². É a quinta cidade mais populosa da Virgínia. Possui 76 198 residências, que resulta em uma densidade de 428,18 residências/km².